# Pseudolachnostoma woytkowskii
Pseudolachnostoma woytkowskii är en oleanderväxtart som beskrevs av Morillo. Pseudolachnostoma woytkowskii ingår i släktet Pseudolachnostoma och familjen oleanderväxter. Inga underarter finns listade i Catalogue of Life.